# Corts de Barcelona (1632)
Les Corts de Barcelona de 1632 són la continuació de les inconcluses de 1626 i no compten com a tals. Convocades pel rei Felip IV de Castella varen ser presidides, per delegació, pel Cardenal-Infant Ferran d'Àustria. Era President de la Generalitat en Pere Antoni Serra. Es varen obrir el 18 de maig de 1632 i es varen tornar a paralitzar el 8 de juny de 1632 davant d'un dissentiment de la ciutat de Barcelona. Les Corts, prorrogades el 24 d'octubre, mai varen ser clausurades.
Les anteriors Corts varen quedar interrompudes, sense acord i lluny d'acceptar el pla proposat pel comte-duc d'Olivares. En aquella ocasió, l'error de la corona fou intentar aprovar el seu programa amb excessiva pressa. Aquest cop volien donar tot el temps que fos necessari per decidir. Però el rei, completament involucrat en diversos fronts, no podia estar present i va delegar la presidència en el seu germà el cardenal-infant Ferran, lloctinent de Catalunya des del 3 de maig de 1632. Els catalans no estaven d'acord amb la proposta, però un intens enfrontament d'Olivares amb les ciutats va permetre convèncer els diputats. La investidura va ser el 18 de maig de 1632 i Felip IV i Olivares varen marxar immediatament a Madrid.
Prèviament, la decisió de realitzar les Corts a Barcelona va suposar-li la ciutat un préstec de 110.000 lliures per a les despeses del viatge reial a retornar abans d'acabar les Corts. S'oferia com a garantia les rendes de tot el patrimoni reial a Catalunya.
Les corts de 1626 havien estat un diàleg per a sords, on cada part volia tractar els seus temes: el rei amb el seu pla d'homes i diners per al manteniment de la guerra, i els diputats queixant-se dels abusos i continuats incompliments de les constitucions i lleis per part dels virreis i dels privilegis dels inquisidors. De fet, la llista de greuges i dissentiments plantejats en aquelles Corts haurien suposat un retall molt important dels privilegis inquisitorials, finalment no aplicats per la suspensió. En aquesta edició, els inquisidors volien evitar que es produís el retall, i es varen aliar amb el cardenal-infant per a frustrar qualsevol intent. Però estar en contra dels diputats no facilitava la discussió del pla de finançament. La situació internacional d'Espanya era cada cop més complicada i les finances cada cop pitjor.
Els consellers de la ciutat de Barcelona exigien que li fos reconegut el privilegi de no descobrir-se davant de la presència reial. Aquest privilegi només ho tenien els Grans d'Espanya. En diverses ocasions ja ho havien posat en pràctica i ara reclamaven el seu reconeixement. Coneixedor l'equip reial del fet que aquest punt es plantejaria a les Corts, va idear un estratagema per tal de neutralitzar-los. A l'acte de jurament del cardenal-infant només el duc de Cardona tenia aquest privilegi. Com a persona fidel al rei va ser convençut que es descobrís durant l'acte. En fer-ho, va condicionar als consellers que, seguint l'exemple, també es varen descobrir. La ciutat va interpretar amb indignació l'acció pusil·lànime dels seus consellers. El conseller en cap, el doctor Bernat Sala, va convocar d'urgència el Consell de Cent que va decidir cercar uns antecedents que poguessin justificar la seva acció respecte a altres situacions en què havien estat coberts. Quan varen trobar una forma d'explicar la seva actitud de forma singular, varen presentar un dissentiment recordant-li a Olivares que "aquest privilegi és la nina dels ulls de la ciutat". La corona no estava disposada a transigir i les Corts estaven cancel·lades.

## Les Corts de Montblanc de 1640
Un cop les corts es varen tornar a bloquejar, el comte-duc d'Olivares mira de trobar una solució perquè no vol renunciar a la Unió d'Armes. El comte-duc convoca al virrei, el comte de Santa Coloma, a Madrid per traçar un pla per posar fi a aquesta situació. Decideixen que la propera convocatòria seria a Montblanc, escollida pel seu difícil accés, i es determina fer-les el 15 d'abril de 1640. Olivares no volia que es tornés a repetir un espectacle com el de les dues anteriors. Va escriure-li al virrei "Lo de las cortes es negocio que no conviene tratar en ellas de más que del remedio del gobierno sin plegarias". La idea absolutista de la corona i del comte-duc, responsable de les mesures de canvi, significaven tirar endavant un programa que reduiria el poder de les corts, assimilant-les a les corts castellanes i obtenir una aportació més gran dels catalans a les necessitats militars.
La convocatòria de les corts de 1640 hauria donat per acabades automàticament les corts de Barcelona (1632) i això donaria el dret a la ciutat de Barcelona a exigir el cobrament de totes les rendes de la corona a Catalunya (garantia del préstec fet al rei). Això i els esdeveniments a Catalunya del 1640 que varen acabar en la guerra dels Segadors van fer que aquestes Corts no s'arribessin a convocar.